# Jackie Mudie
John Knight Mudie, detto Jackie (Dundee, 10 aprile 1930 – Stoke-on-Trent, 10 marzo 1992), è stato un calciatore e allenatore di calcio scozzese, di ruolo attaccante.

## Carriera
Con lo Stoke City ottiene la promozione nella massima serie inglese grazie alla vittoria della Second Division 1962-1963.
Nella primavera del 1961 si lega al Toronto City per disputare la Eastern Canada Professional Soccer League.
Nel 1978 torna in America per allenare i Cleveland Cobras nell'American Soccer League. Sotto la sua guida i Cobras chiusero al 5º posto nella Eastern Division della ASL.

## Palmarès

### Giocatore

#### Competizioni nazionali
- Second Division: 1

Stoke City: 1962-1963
- Coppa d'Inghilterra: 1

Blackpool: 1952-1953